# Lastverteilung (Energie)
In der Energietechnik wird durch Lastverteilung der Bezug von Energie hinsichtlich der Last über der Zeitachse vergleichmäßigt. Dabei steht die Minimierung von Verbrauchsspitzen im Vordergrund.

## Elektrische Energie  im Unternehmen
Wird beispielsweise eine Maschinenhalle mit vielen Maschinen angefahren, erfordert dies (im Gegensatz zum Regelbetrieb) eine sehr hohe Spitzenlast. Üblicherweise müssen Stromlieferanten darum Reservekapazitäten (z. B. in Form von Energiespeichern oder kurzfristig zuschaltbaren Generatoren) bereithalten. Auch kann es dadurch zur temporären Überlastung der beteiligten Infrastruktur wie z. B. Transformatoren und Stromleitungen kommen. Stehen die Maschinen jedoch mit einem Lastverbund-Leitrechner in Verbindung, kann dieser die Maschinen auf deren Anforderung hin minimal zeitversetzt anfahren oder lastabwurffähige Geräte (z. B. Kühlaggregate oder elektrische Öfen) kurzfristig abstellen.
Lastverbünde werden somit präventiv gesteuert. Im optimalen Fall werden so Leistungsspitzen vermieden bzw. erheblich abgemildert. Dies wiederum führt dazu, dass durch die gleichmäßige Ausnutzung der Kapazitäten im Erzeugungs- und Übertragungsbereich geringer dimensionierte Anlagen benötigt werden. Industrielle Verbraucher können bei intelligenter Vermeidung von Spitzenlasten ihre Energiekostenrechnung reduzieren, indem ein geringerer Betrag für den Leistungspreisanteil anfällt.

## Elektrische Energie bei Stadtwerken
So wie bei Wirtschaftsunternehmen Leistungsspitzen auftreten können, kann dies auch bei Stadtwerken auftreten. Hier sind allerdings die Einflussmöglichkeiten des Stadtwerkes beschränkt, es kann das Verhalten der Bürger kaum verändern, dazu kommt das seit der Deregulierung des Energiemarktes in den 90ern das Interesse niedriger wurde, weil negative finanzielle Effekte ebenfalls geringer wurden, wenn Leistungsspitzen auftraten. Hatten früher Stadtwerke häufig noch Spitzenlastaggregate (z. B. Gasturbinen) vorgehalten, so haben die meisten Stadtwerke diese als unnötige Kostenverursacher inzwischen eliminiert.
Mit der erwarteten weniger genau vorhersehbaren Energieerzeugung in der Zukunft gewinnt dies wieder an Aufmerksamkeit.

## Gas
Auch im Gasnetz gibt es die Möglichkeit eines Lastabwurfes im Netzmanagement. Dieser ist vertraglich mit Großverbrauchern (z. B. GuD-Kraftwerk, Heizzentrale) geregelt, die für kurze Zeit auf Ersatzbrennstoffe (z. B. Heizöl) ausweichen können, und resultiert in günstigeren Bezugspreisen. Dadurch lassen sich Verbrauchsspitzen im Winter oder Störungen besser ausregeln.